# Верескун, Владимир Дмитриевич
Владимир Дмитриевич Верескун (6 ноября 1957, Ростов-на-Дону) — доктор технических наук, ректор Сибирского государственного университета путей сообщения (2005—2012), ректор Ростовского государственного университета путей сообщения (с 20.11.2012). Заслуженный работник высшей школы Российской Федерации (2024).

## Биография
Родился в семье рабочего. В 1979 году с отличием окончил механический факультет Ростовский институт инженеров железнодорожного транспорта по специальности «Тепловозы и тепловозное хозяйство».
В 2003 году окончил Ростовский государственный университет путей сообщения по специальности «Экономика и управление на предприятии».
С 2002 года — проректор по экономике, инвестициям и информатизации Ростовского государственного университета путей сообщения.
В 2005—2012 годах — в Сибирском государственном университете путей сообщения (СГУПС): первый проректор, ректор (с апреля 2005).
С сентября 2012 года назначен исполняющим обязанности ректора Ростовского государственного университета путей сообщения (РГУПС). 20 ноября 2012 года избран ректором Ростовского государственного университета путей сообщения. В 2017 избран на новый срок. В2022 году переизбран на новый срок.
6 марта 2022 года после вторжения России на Украину подписал письмо в поддержу действий президента Владимира Путина.

## Научная деятельность
Автор более 70 научных работ.

### Избранные труды
- Верескун В. Д. Виртуальное управление транспортными системами. — Новосибирск: Изд-во СГУПСа, 2008. — 338 с. — 500 экз. — ISBN 5-93461-323-5.
- Верескун В. Д. Организационно-технологическая надёжность и эффективность функционирования производственных объектов железнодорожного транспорта. — Новосибирск: Изд-во СГУПСа, 2010. — 254 с. — 500 экз. — ISBN 5-93461-425-8.
- Верескун В. Д. Развитие теоретических основ организационно-технологической надёжности и повышения эффективности функционирования производственных объектов железнодорожного транспорта : Автореф. дис. ... д-ра техн. наук. — М., 2010. — 47 с. — 100 экз.
- Верескун В. Д. Улучшение продольной динамики карьерного поезда путём выбора оптимальной конструкции поглощающего аппарата : Автореф. дис. ... канд. техн. наук. — Брянск, 1988. — 22 с.
- Верескун В. Д., Постников П. М., Мишин Ю. Д. и др. История и философия науки : учебное пособие. — Новосибирск: Изд-во СГУПСа, 2007. — 371 с. — 200 экз. — ISBN 5-93461-286-7.
  - . — 2-е изд., перераб. и доп. — Новосибирск: Изд-во СГУПСа, 2009. — 467 с. — 250 экз. — ISBN 5-93461-358-8.
  - . — Новосибирск: Наука, 2011. — 341 с. — 1000 экз. — ISBN 978-5-02-032230-1.
- Карпущенко Н. И., Верескун В. Д., Величко Д. В. Основы научных исследований : учебное пособие : для студентов высших учебных заведений железнодорожного транспорта. — Новосибирск: Изд-во Сибирского отделения Российской академии наук, 2009. — 231 с. — 300 экз. — ISBN 978-5-7692-1028-0.
- Ткаченко В. Я., Малов В. Ю., Верескун В. Д., Воробьёв В. С. Северо-Сибирская магистраль: предпроектные исследования. — Новосибирск: Сибирский гос. ун-т путей сообщения, 2010. — 239 с. — 500 экз. — ISBN 5-93461-423-1.

## Награды
- Знак «Почётному железнодорожнику» (1999)
- Медаль «100 лет Транссибирской магистрали» (2001)
- Медаль «За укрепление боевого содружества» (Минобороны России, 24 июля 2020)[9]
- Именные часы от Президента ОАО «РЖД» (2006)
- Медаль «Лауреат ВВЦ» — за создание лабораторного комплекса «Виртуальная железная дорога»
- Нагрудный знак «200 лет транспортному образованию России» (2009)[10]
- Заслуженный работник высшей школы Российской Федерации (1 марта 2024)[11].